# Tibava
Tibava je naseljeno mjesto u okrugu Sobrance u Košickom kraju u Slovačkoj.

## Stanovništvo
| Godina:     | 1993. | 2003.   | 2013.   | 2023.   |
| ----------- | ----- | ------- | ------- | ------- |
| Broj ljudi: | 531   | 531     | 557     | 539     |
| Razlika:    |       | +1,42 % | +4,89 % | -3,23 % |

| Godina:     | 2022. | 2023.   |
| ----------- | ----- | ------- |
| Broj ljudi: | 554   | 539     |
| Razlika:    |       | -2,70 % |

Prema podatcima o broju stanovnika iz 2023. godine naselje je imalo 539 stanovnika.

## Vanjske poveznice
|  | Zajednički poslužitelj ima još gradiva o temi Tibava |

- Službena stranica naselja (sl.)